# 切薩皮克蘭奇莊園 (馬里蘭州)
切薩皮克蘭奇莊園（英語：Chesapeake Ranch Estates）是位於美國馬里蘭州卡爾弗特縣的一個普查規定居民點。

## 人口
根據2020年美國人口普查的數據，切薩皮克蘭奇莊園的面積為11.69平方千米，當中陸地面積為11.19平方千米，而水域面積為0.50平方千米。當地共有人口10308人，而人口密度為每平方千米881.78人。